# 지라르 데자르그
지라르 데자그르(프랑스어: Girard Desargues, IPA: [ʒiʁaʁ dezaʁɡ], 1591~1661, 필명 SGDL)는 프랑스의 수학자이자 공학자이다. 사영기하학을 창시하였다.

## 생애

### 유년

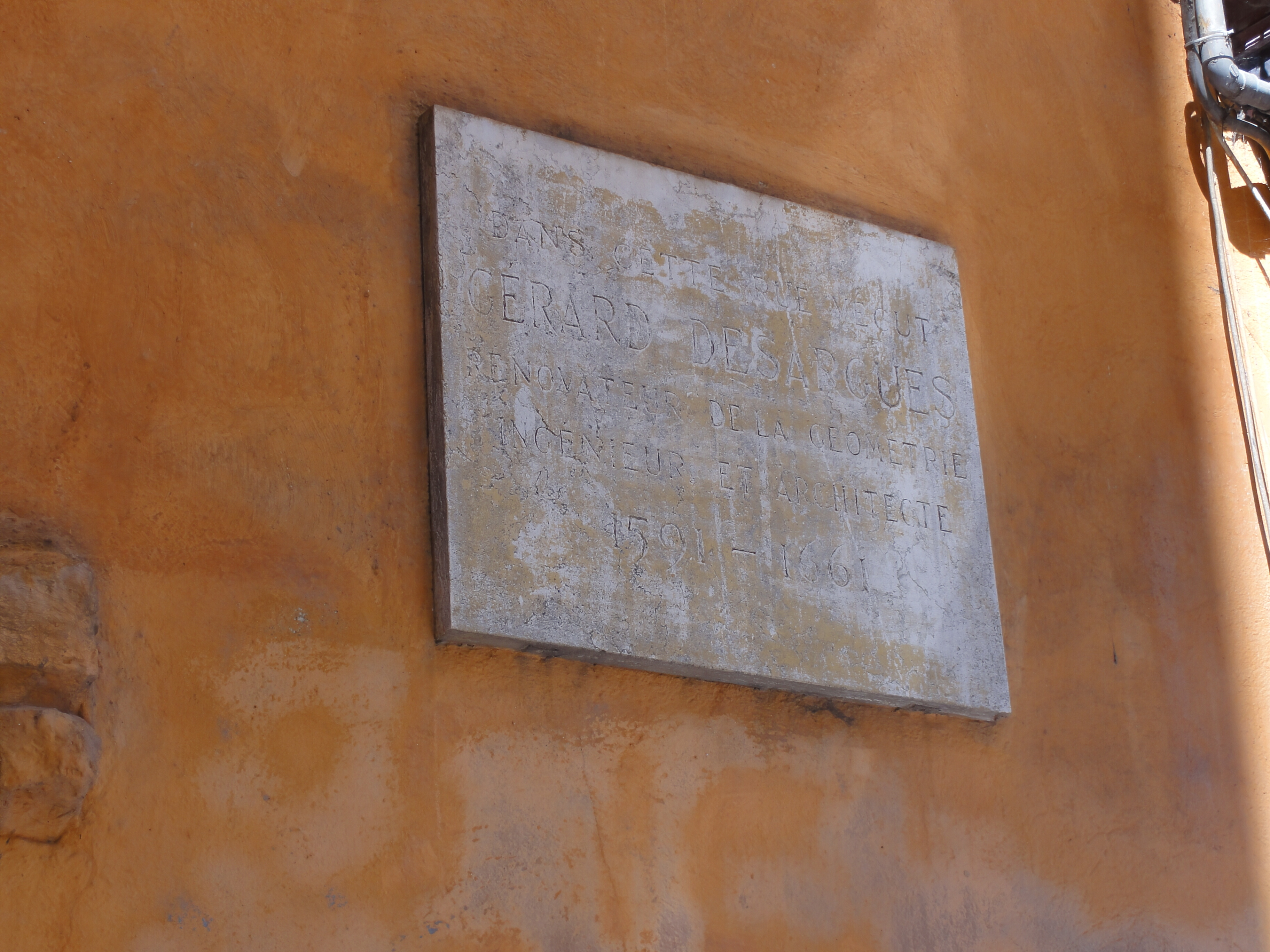
리옹에 있는, 데자르그를 기리는 현판

데자르그는 1591년 2월 21일 리옹에서 태어났다. 데자르그 가족은 대대로 공무원이었으며, 데자르그는 4남2녀 남매 가운데 셋째였다. 그의 두 형 장 데자르그(프랑스어: Jean Desargues)와 크리스토프 데자르그(프랑스어: Christophe Desargues)는 변호사가 되었으며, 또한 동생 앙투안(프랑스어: Antoine) · 프랑수아즈(프랑스어: Françoise) · 카테린(프랑스어: Catherine)이 있었다.
1621년 경에 데자르그는 리옹에서 비단 장수로 일하고 있었다. 1626년에는 이미 플랑드르에 여행한 경험이 있었으며, 분수의 설계에 관한 특허를 보유하였다. 1627년~1628년 동안 라로셸 공성전에 정부군의 공학 자문으로 참전하였을 가능성이 있다. 1628년에 데자르그의 두 형이 사망하였다.

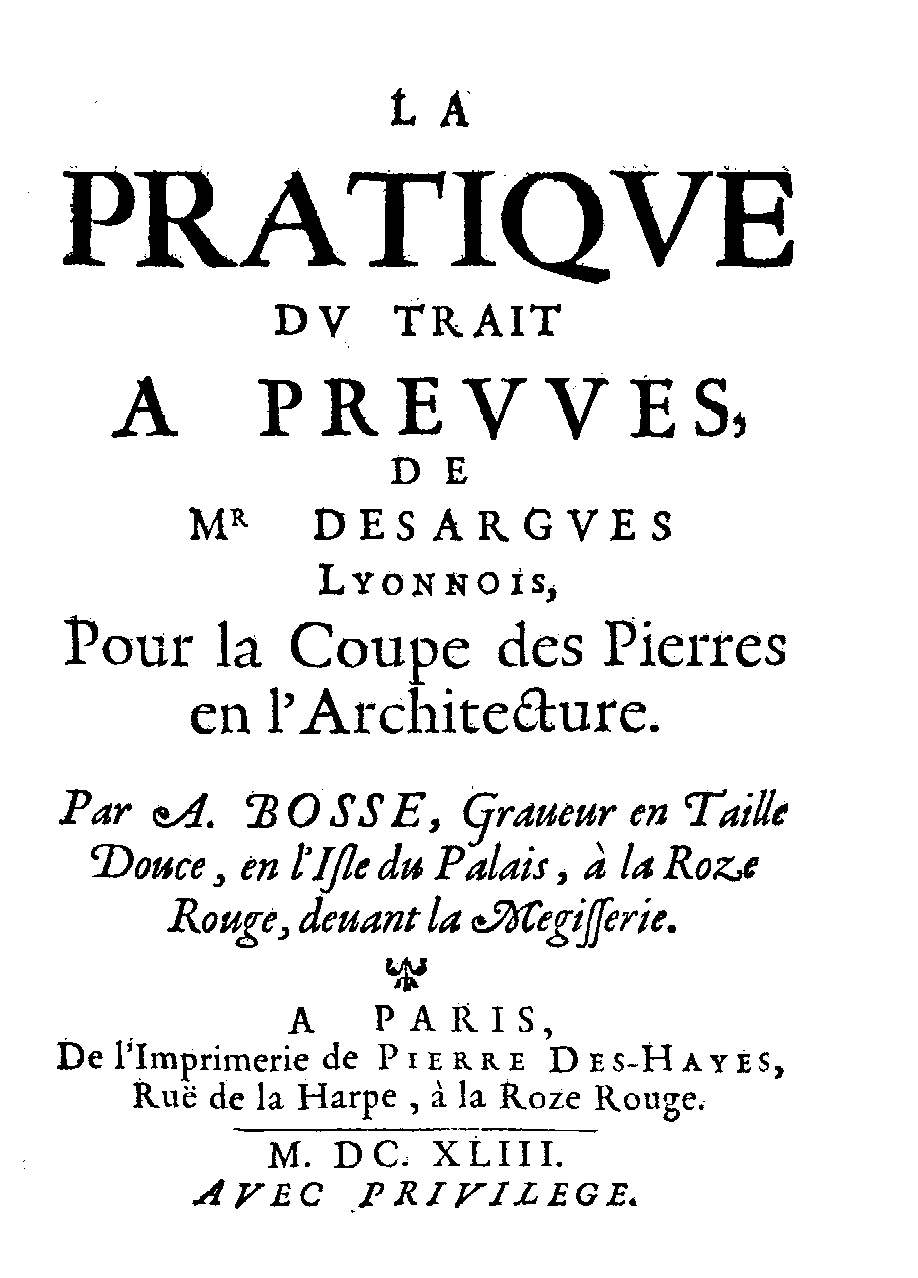
Pratique du trait a preuves (1643)

### 성년
데자르그는 1630년 경에 파리로 이사하였으며, 여기서 데자르그는 마랭 메르센 · 르네 데카르트 · 블레즈 파스칼 등과 교류하였다.
1636년에 데자르그와 르네 데카르트는 수학자 장 드 보그랑(프랑스어: Jean de Beaugrand, 1584~1640)과 격한 논쟁에 참여하였다.
1636년부터 데자르그는 사영기하학에 대한 논문들을 출판하기 시작하였다. 데자르그의 논문들은 대체로 매우 난해하다. 논문에서 데자르그는 스스로를 “SGDL”(프랑스어: le Sieur Girard Desargues Lyonnois, 리옹의 지라르 데자르그 경)으로 일컬었다. 그의 수학 관련 저작들은 오랫동안 잊혀져 있었으나, 1864년에 재발견되어 재출판되었다.
1639년부터, 데자르그는 조각가들과 장인들을 대상으로, 자신의 사영기하학 기법의 응용에 대한 개인 강의를 개시하였다. 그의 제자 가운데는 판화가 아브라암 보스(프랑스어: Abraham Bosse, 1602~1676)가 특히 유명하다.

### 말년

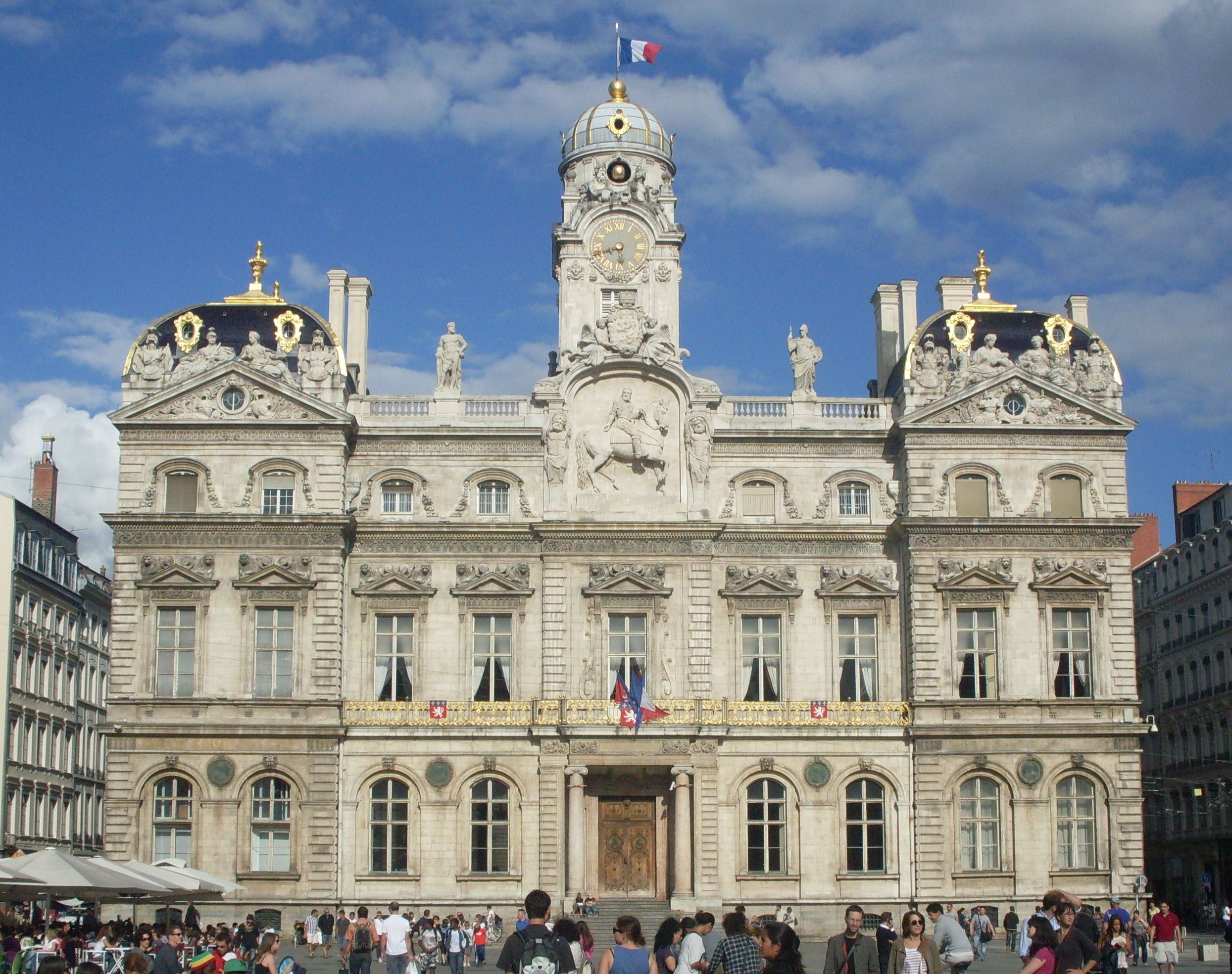
데자르그가 설계에 참여한 리옹 시청

1645년부터 건축가로 일하기 시작하였고, 파리와 리옹의 각종 건물들을 설계하였다. 1648년에 프롱드의 난을 피해 리옹으로 귀향하였다. 이후 리옹에서 시몽 모팽(프랑스어: Simon Maupin, ?~1668)과 함께 리옹 시청(프랑스어: Hôtel de ville de Lyon)을 건축하였다.
1661년 9월 리옹에서 사망하였다. 그의 이름을 딴 데자르그라는 이름의 달의 크레이터가 존재한다.

## 저서
- 《Exemple de l’vne des manieres vniverselles dv S. G. D. L. tovchant la practiqve de la perspective sans emploier avcvn tiers point, de distance ny d’avtre nature, qui ſoit hors du champ d’ouurage》 (프랑스어). 파리. 1636.
  - 《제 3의 점이나 거리 따위의, 논외(論外)의 것들을 사용하지 않는 원근법에 대한 SGDL의 보편적 방식의 한 예》
- 《Brouillon-project d’exemple d’une maniere universelle du S. G. D. L. touchant la practique du trait a preuves pour la coupe des pierres en l’Architecture et de l’esclaircissement d’une maniere de require au petit pied en Perspective comme en Géométral, et de tracer tous Quadrans plats d’heures egales au Soleil》 (프랑스어). 파리. 1640.
- 《Brouillon-project du S. G. D. L. touchant une maniere universelle de poser le style & tracer les lignes d’un Quadran aux rayons du soleil, en quelconque endret possible, avec la Reigle, le Compas l’equiere et le plomb》 (프랑스어). 1640.

## 같이 보기
- 원근법
- 광학

## 참고 문헌
- Field, Judith V.; Gray, Jeremy J. (1987). 《The geometrical work of Girard Desargues》 (영어). Springer-Verlag. ISBN 0-387-96403-7.